# Буглівка
Бу́глівка — річка в Україні, в межах Кременецького району Тернопільської області. Права притока річки Жирак (басейн Прип'яті).
Довжина — 23 км, площа басейну — 179 км².
Бере початок із джерел біля сіл Печірна, Кутиска (південна околиця) та Верещаки. Тече переважно на північ. Протікає через села Коростова, Буглів, Огризківці, Ванжулів, Мала Карначівка, Іванківці, Оришківці. Впадає в річку Жирак в м. Ланівці.

## Пам'ятки природи в долині Буглівки
- Буглівський стратотип
- Плейстоценові відклади
- Огризківські буки
- Оришківська ділянка